# Aldo Zuccolillo
Aldo Alberto Zuccolillo Moscarda (Asunción, 3 de julio de 1929-14 de julio de 2018) fue un empresario paraguayo, fundador y director del periódico ABC Color. En su momento, se le consideró uno de los empresarios más adinerados de Paraguay, junto con Antonio J. Vierci, entre otros. Es considerado precursor del periodismo moderno en Paraguay.

## Biografía
Nació en Asunción el 3 de julio de 1929. Fue hijo del inmigrante italiano Antonio Zuccolillo Abbondante y de Deolinda Moscarda. Cursó estudios en marketing y administración de empresas, y desde una edad temprana asumió la gestión de los bienes familiares, participando activamente en las empresas de su padre junto a sus hermanos Antonio y Julio César.
A lo largo de su trayectoria, se consolidó como líder del Grupo Zuccolillo, uno de los conglomerados empresariales más importantes y económicamente influyentes de Paraguay.

## ABC Color
El 8 de agosto de 1967, Aldo Zuccolillo fundó el diario ABC Color en Paraguay, con el propósito de fomentar la libertad de expresión en un contexto de censura y represión bajo la dictadura de Alfredo Stroessner. A lo largo de diecisiete años, lideró el desarrollo del periódico enfrentando numerosos obstáculos, incluyendo la persecución sistemática por parte del régimen. En ese período, sus periodistas fueron detenidos en 32 ocasiones, dos de ellas el propio Zuccolillo.
Ante la imposibilidad de someter al diario mediante intimidaciones, censura indirecta o sobornos, el gobierno stronista ordenó su clausura el 22 de marzo de 1984, alegando que el medio incitaba a la violencia y amenazaba la paz pública con supuesta influencia del «marxismo internacional apátrida». La medida generó una fuerte condena internacional, especialmente de medios de comunicación y gobiernos democráticos del continente.
Tras el derrocamiento de Stroessner en febrero de 1989, ABC Color reapareció el 22 de marzo del mismo año, retomando su compromiso con el periodismo independiente bajo la dirección de Aldo Zuccolillo.

## Otros cargos
Aldo Zuccolillo fue director de la Sociedad Interamericana de Prensa (SIP) por 30 años, últimamente fue vicepresidente del Comité de Libertad de Prensa y director del Centro Técnico de dicha institución que agrupa a más de 1000 diarios, revistas y gente de prensa del continente americano. En numerosas oportunidades formó parte de delegaciones de la SIP a países latinoamericanos donde la libertad de prensa y la libre circulación de los diarios estaban amenazadas o conculcadas por sus gobernantes. Con otro director de la SIP, concurrió a la Conferencia sobre Libertad de Expresión en Asia Central, convocada por la Unesco, en Almá Atá, Kazajistán, en noviembre de 1992. 
Fue socio fundador de la Asociación de Entidades Periodísticas del Paraguay (Addep); fundador del Centro de Estudios Democráticos; fundador del Centro Paraguayo para la Promoción de la Libertad Económica con Justicia Social (Ceppro); fundador del Centro de Regulación, Normas y Estudios de la Comunicación (Cerneco), integrado por medios de comunicación, anunciantes y agencias de publicidad; fundador y presidente del Centro de Autorregulación Publicitaria (Conar); miembro fundador de la Escuela de Administración de Negocios (Edan).

## Controversia
El 27 de diciembre de 1989, Zuccolillo fundó una sociedad con Juan Carlos Wasmosy para la creación de Telsat, que fue una empresa dedicada a la transmisión televisiva por cable. Se sumaría a esta sociedad Luis Raúl Menocchio (conocido criminal preso en Argentina acusado de múltiples asesinatos), que llegaría a dirigirla. La empresa sería después demandada por utilizar señales de empresas transnacionales sin autorización.

## Distinciones
En 1984, la Sociedad Interamericana de Prensa (SIP), le otorgó el Premio Pedro Joaquín Chamorro, en la categoría de libertad de prensa, «en reconocimiento a su firme postura contra la dictadura de Alfredo Stroessner». En 1985 recibió el Premio María Moors Cabot, de la Universidad de Columbia de Nueva York, «por contribuciones periodísticas al entendimiento interamericano». El Gobierno de Taiwán, a través de su Oficina de Información, le otorgó el Premio de Comunicación Internacional en el año 1998.

## Fallecimiento
Aldo Zuccolillo falleció el 14 de julio de 2018 en el Sanatorio San Roque de Asunción luego de sufrir un accidente cerebrovascular (ACV).